# Evangeli segons Marc
L'Evangeli segons Marc és un dels quatre evangelis canònics, acceptats per l'Església catòlica. Marc és el creador del gènere literari «evangeli»: narra la història de Jesús de Natzaret i fa la proclamació de fe en Jesús, mort i ressuscitat. Va ser compost entre els anys 65 i 70, fet que el converteix en l'evangeli més antic.
Segons la teoria de les dues fonts, aquest evangeli és una de les fonts principals dels evangelis de Lluc i Mateu, els tres formen els anomenats evangelis sinòptics.
El seu públic primordial són els pagans (sobretot les comunitats hel·lenístiques de l'Imperi Romà), perquè aclareix termes i costums jueus, donant els equivalents grecs, a banda de contenir alguns errors que mostren que no era un home palestí.
Hi ha un escrit anomenat evangeli secret de Marc que narra els fets des d'una òptica romana. Alguns estudiosos afirmen que està recollit pel mateix autor de l'evangeli segons Marc, però no és clar.

## Autoria

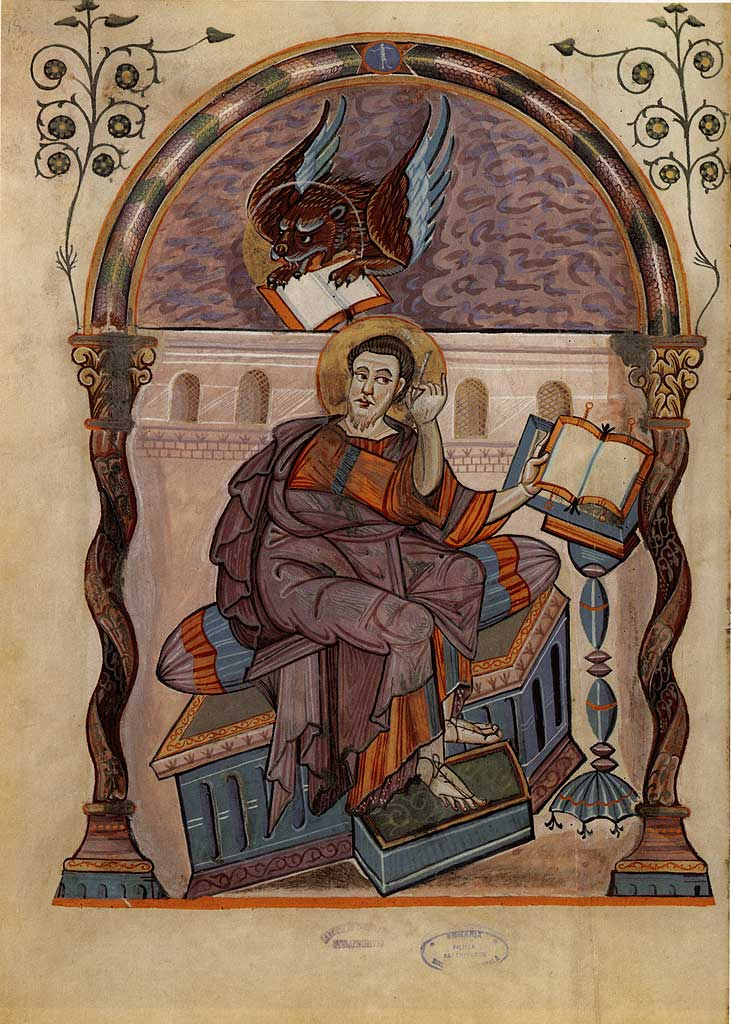
Sant Marc escrivint l'Evangeli

No hi ha proves definitives sobre qui fou l'autor d'aquest evangeli. El text no inclou cap indicació sobre la seva autoria.
La tradició cristiana, ha atribuït l'evangeli a Joan, l'anomenat Marc (evangelista), deixeble de Sant Pere personatge esmentat en les cartes de Pau de Tars (concretament en Col 4,10; 2Tm 4,11; Flm 24), en els Fets dels Apòstols (Ac 12,12.25; 13,13; 15,37-39), on és presentat com company de Pau. i a la Primera carta de Pere, que l'anomena "Fill meu" (1Pe 5,13). La tradició primitiva, i actualment també la majoria d'exegetes, apunta a Roma com a lloc probable de redacció d'aquest evangeli.

## Data de composició
La majoria dels estudiosos bíblics data la redacció d'aquest evangeli, en el seu estat actual, entre els anys 65 i 75.
Segons la teoria de les dues fonts, es creu que Marc és l'evangeli més antic, i que fou utilitzat com a font per Mateu i Lluc, escrits, segons es creu, entre els anys 80 i 100. Diversos autors consideren que el més probable és que fos compost a voltants de l'any 70.
Alguns erudits, han proposat dates més primerenques, mentre que d'altres el daten en èpoques tan tardanes com la Rebel·lió de Bar Kojba. La teoria de la datació primerenca rebé un cert impuls quan l'erudit català Josep O'Callaghan Martínez afirmà que el papir 7Q5, descobert a Qumram, era un fragment de l'evangeli de Marc. En cas de ser certa aquesta hipòtesi, l'evangeli de Marc podria ser anterior a l'any 50.

## Fets que narra
- Joan Baptista, preparació del ministeri i Baptisme de Jesús (1,1–13)
- Predicació de Jesús a Galilea (1,14-8,26)
- Camí de Jerusalem (8,27-10,52)
- Passió, Mort i Resurrecció (11,1-16,8)
- Aparicions i Ascensió de Jesús (16,9-20)[7]

Es dona molta importància als poders de Jesús per guarir o fer miracles. No apareix la infantesa ni els fets posteriors a la resurrecció (en la redacció original, sí en un afegitó tardà), perquè es vol centrar en els fets de Jesús i en la seva resurrecció.
El títol amb què comença aquest Evangeli (1,1) dona la primera indicació sobre l'obra que segueix: és l'evangeli, és a dir, la bona nova de Jesús, el Messies, el Fill de Déu. El tema principal és la persona de Jesús i la seva activitat, que es desplega bàsicament en tres grans àrees geogràfiques: Galilea (1,14-8,26), el camí cap a Jerusalem (8,27-10,52) i Jerusalem mateix (11,1-16,8).
En la primera etapa, després de fer-se batejar per Joan, Jesús torna a Galilea i comença a anunciar-hi la bona nova de Déu (1,14). El període de Galilea està format per tres seccions (1,14-3,6; 3,7-6,6a; 6,6b-8,26). Cada una d'aquestes seccions conté un resum de l'activitat de Jesús (1,14-15; 3,7-12; 6,6b), una escena referida als deixebles (1,16-20; 3,13-19; 6,7-13), diversos episodis relacionats amb ensenyaments i actuacions de Jesús (1,21-3,5; 3,20-5,43; 6,14-8,13) i la presència d'actituds contràries a Jesús —per part dels adversaris, del poble i de familiars seus (3,6; 6,1-6a)— o bé mancades de comprensió —per part dels deixebles (8,14-21). Al centre de l'evangeli, hi trobem l'anomenada confessió messiànica de Cesarea de Filip (8,27-30), en la qual Pere reconeix Jesús com a Messies.
La segona gran etapa del ministeri de Jesús es desenrotlla en el camí cap a Jerusalem i a la mateixa ciutat (8,27-16,8). A partir d'ara es comença a parlar obertament del Messies i el seu destí. En una primera secció (8,27-10,52), Jesús, ja reconegut pels deixebles com a Messies (8,27-30), manifesta en els tres anuncis de la passió, mort i resurrecció (8,31; 9,31; 10,32-34) quin és el seu camí com a Fill de l'home. Malgrat la dificultat dels deixebles per a comprendre el camí de Jesús (8,32-33; 9,32-34; 10,35-37), ell continua instruint-los (8,34-38; 9,35-50; 10,38-45). La segona secció té lloc a Jerusalem mateix (11,1-13,37), on Jesús duu a terme el seu ministeri mitjançant algunes actuacions al temple (11,11.15-19) i amb ensenyaments diversos (11,27-13,37). Finalment, l'evangeli arriba al seu punt culminant en el relat de la passió (cc. 14-15) i l'anunci de la resurrecció (16,1-8).
En 16,8 s'acaba l'evangeli de manera sobtada. Es tracta d'un final obert a la resposta activa dels lectors o oients. El missatge de l'àngel conté una invitació als deixebles a reunir-se amb Jesús a Galilea, on ell ara novament els precedeix. Allà, enfortits amb la llum de la resurrecció, seguiran de nou el Senyor.
A aquest final abrupte segueixen uns quants versets (16,9-20) que contenen relats d'aparicions de Jesús. Aquest apèndix, inspirat en els evangelis de Lluc i de Joan, va ser escrit, probablement, en el primer terç del segle ii.

## Trets teològics característics de l'Evangeli de Marc
Com fa notar la introducció de la BCI a aquest evangeli, Marc destaca els continguts del seu evangeli de manera premeditada i ordenada, deixant en un segon terme l'aspecte biogràfic. Per exemple agrupa les paràboles en el capítol 4, l'escatologia en el 13, en el capítol primer descriu una jornada típica de Jesús: com predica, guareix, prega i instrueix els seus deixebles.
Els temes rellevants travessen el seu evangeli, podem llegir paraules sobre el Regne de Déu a 1,15; 9,1; 10,13-16.25. De Déu Pare a 8,38; 11,25; 13,32; 14,36. De la creu i el sofriment que haurà de patir (triple anunci de la passió) i que és ja anunciat a l'inici de la narració (3,6). Els seus deixebles també hauran de compartir aquest patiment (8,34-38; 10,38-39). Marc també palesa una tendència a subratllar la humanitat de Jesús: menja i beu (2,16), es cansa i dorm (4,38), sent compassió (6,34), s'entristeix (3,5).
Finalment cal destacar les ordres de silenci o «secret messiànic». Jesús prohibeix els seus interlocutors que divulguin el seu poder miraculós i la seva condició de Messies (1,44; 5,43; 7,36). Aquestes ordres tenen la finalitat d'evitar que es malinterpreti el seu messianisme. Jesús vol fer entendre que el camí que proposa no pot ser entès correctament si no s'entén que és el camí que porta a la creu i a la resurrecció.